# Renda fixa
La renda fixa es refereix a qualsevol tipus d'inversió en què el prestatari/emissor està obligat a fer pagaments d'una quantitat fixa en un termini fix: per exemple, si el prestatari ha de pagar interessos un cop a l'any a una taxa fixa sobre la suma de capital invertida inicialment.

## Característiques
Quan es vol adquirir títols d'una emissió de renda fixa, convé conèixer totes les característiques de l'emissió. Així, existeixen diversos conceptes associats:
- Entitat Emissora: És l'entitat que emet el deute.
- Condicions d'emissió a la par: el subscriptor paga el valor nominal de cada títol
- Amb prima d'emissió: La societat ofereix la subscripció del deute per sota de la par
- Amb prima d'amortització: En recuperar el capital invertit, es torna un import superior.
- Preferent: La societat ofereix la preferència de subscripció a favor dels titulars de les seves accions, obligacions o bons convertibles, proporcionalment als títols que posseeix. La mateixa emissora estableix la proporció i el període durant el qual preval aquest dret.[1]
- Garantia: Totes les emissions de Deute queden emparades per una garantia, que pot ser :
  - De l'estat (quan el deute és públic)
  - Simple (quan la societat respon amb el patrimoni de l'empresa).
  - Hipotecària (quan la societat respon amb una part específica d'aquesta: Els immobles.
  - Avalada: És pròpia d'aquelles societats amb poca solvència. En aquests casos, l'emissió és avalada per una altra societat.[1]

## Tipus d'interès
És el tant per cent que rendeix el préstec, i pot ser Fix, Variable o de Cupó 0. Els de Cupó 0 significa que els interessos es van acumulant, per pagar-se íntegrament en el moment de l'amortització del préstec. El període més habitual de pagament d'interessos és el semestral, encara que també hi ha venciments anuals i trimestrals.

## Amortització
Consisteix en la devolució del préstec per part de la societat emissora. Presenta les modalitats següents:
- Per sorteig
- Voluntària
- Opcional
- Amb premi
- Per reducció de nominal
- Única[1]